# Admiral Sir Cloudesley Shovell
Admiral Sir Cloudesley Shovell ist eine englische Rockband aus Hastings, die 2008 gegründet wurde.

## Geschichte
Die dreiköpfige Band wurde im Jahr 2008 gegründet. Die Gruppe spielte anfangs Coverversionen in verschiedenen lokalen Pubs. Kurze Zeit später begann die Gruppe mit dem Schreiben eigener Kompositionen, woraus ein erstes Demo entstand. Dadurch wurde Lee Dorrian auf die Gruppe aufmerksam, woraufhin er sie bei seinem Label Rise Above Records unter Vertrag nahm. Nach einer ersten 2010er EP unter dem Namen Return to Zero, folgten ab 2012 in Abständen von je zwei Jahren die Alben Don’t Hear It… Fear It!, Check 'Em Before You Wreck 'Em und Keep It Greasy!. In dieser Zeit war die Gruppe auch live aktiv, so war sie in den Jahren 2012, 2015 und 2016 auf dem Roadburn Festival vertreten. Im März 2015 ging es außerdem auf eine Europatournee mit Danko Jones. Im November 2018 wurden drei weitere Auftritte in Großbritannien mit dieser Band abgehalten. Diese waren ein Teil einer weiteren Tour von Danko Jones durch Europa, an der auch Prima Donna teilnahm.  2019 erschien das Album Very Uncertain Times, das in den Broadoak Studios in Sussex unter Leitung von Harvey Summers aufgenommen worden war. Dies war die erste Veröffentlichung, auf der die Australierin Serra Petale als neue Schlagzeugerin zu hören ist.

## Stil
Andreas Himmelstein vom Rock Hard schrieb in seiner Rezension zu Don’t Hear It… Fear It!, dass „[e]ingängige Refrains und straffe Arrangements“ zugunsten „einer noisigen Dynamik“ vernachlässigt werden, was „einen garstig angepissten Mix aus gemeinsam durch die Fuzzbox gejagten Siebziger-Helden wie Atomic Rooster, Epitaph, Budgie und Grand Funk Railroad ergibt“. Zudem seien auch Doom-Metal-Riffs im Stil von Black Sabbath und „flotte Led-Zeppelin-Grooves“ vorhanden. Björn Thorsten Jaschinski beschrieb das Album in derselben Ausgabe als „erdige Retro-Mucke, aber mit einer hyperaktiven Leadgitarre im Schrammelmantel verkrampft auf schräg gebürstet“. Der Gesang habe einen aggressiven Charakter. Thomas Kupfer gab in seiner Rezension zu Check 'Em Before You Wreck 'Em an, dass ihn das Auftreten der Gruppe an Budgie erinnert. Musikalisch mache die Band nicht nur von „retrotypischem Classic Rock und den gewohnten Stoner-Einflüssen (Ersteres weniger, Letzteres mehr)“ Gebrauch, sondern streue auch „Psychedelic-Fuzz“ im Stil von Hawkwind und Elemente von MC5 und Blue Cheer ein. Thorsten Dörting stellte bei Keep It Greasy! uninspirierten Proto-Metal im Stil von MC5 und Sir Lord Baltimore fest. Die Musik sei jedoch auch nach mehreren Durchläufen kaum einprägsam. Thomas Kupfer glaubte in seiner Rezension zu Very Uncertain Times zu erkennen, dass sich die Band am Rock der 1970er Jahre sowie an Stoner-, Garage- und Psychedelic-Rock bedient. Die Songs hätten den Charakter einer Jam-Session mit einer entsprechenden Lo-Fi-Produktion. Insgesamt bezeichnete er die Musik als Mischung aus MC5, Hawkwind und Blue Cheer. Im Interview mit Alexandra Michels in derselben Ausgabe gab Johnny Gorilla an, dass der Titel sich, losgelöst von Politik und Religion, auf die die ungewissen Zeiten, besonders der vergangenen Jahre und besonders in Großbritannien, bezieht. Jens Kirsch vom Ox-Fanzine befand, dass Very Uncertain Times ein massiver Retro-Sound innewohnt. Vor allem die Gitarre falle „mit ausufernden Soli“ auf. Insgesamt sei es gelungen, den Zeitgeist der frühen 1970er Jahre in die Gegenwart zu befördern.

## Diskografie
- 2010: Return to Zero (EP, Rise Above Records)
- 2012: Don’t Hear It… Fear It! (Album, Rise Above Records)
- 2013: Christmas Killer / Blow Up the Xmas Tree (Split mit The Sharon Tate Experience, Rise Above Records)
- 2014: Black Sheep / Elementary Man (Single, Rise Above Records)
- 2014: Check ’Em Before You Wreck ’Em (Album, Rise Above Records)
- 2016: Isobelle (Single, Rise Above Records)
- 2016: Keep It Greasy! (Album, Rise Above Records)
- 2017: Nightmare (Single, Rise Above Records)
- 2018: Happy Fucking Birthday (Split mit Cathedral, Rise Above Records)
- 2019: Very Uncertain Times (Album, Rise Above Records)